# Bukowe Berdo
Bukowe Berdo – masyw górski w polskich Bieszczadach w postaci podłużnego pasma (kierunek przebiegu: NW-SE) o trzech kulminacjach: 1201 (Szołtynia), 1238 (Połonina Dźwiniacka) oraz 1311 m (Bukowe Berdo, w niektórych przewodnikach również nazywana Połoniną Dźwiniacką, np ). Charakteryzuje się liczną obecnością piaskowcowych skałek. Szczytowe partie zajmuje połonina. Południowo-zachodni stok opada bezpośrednio do doliny Terebowca, natomiast północne i pn.-wsch. zbocza przechodzą w rozczłonkowane grzbiety m.in. Obnogi (1081 m), Grandysowej Czuby (1026 m) i Mucznego (861 m). Bukowe Berdo poprzez płytką przełęcz łączy się z masywem Krzemienia. Z góry, szczególnie z najwyższego wierzchołka, rozciąga się rozległy widok na północ i wschód, głównie na tereny ukraińskie. Grzbietem (z ominięciem wierzchołka 1238 m) wiedzie niebieski szlak turystyczny na odcinku Otryt – Wołosate, z którym na północny zachód od kulminacji 1201 m łączy się żółty szlak z Mucznego. W dolnej części połoniny wysokość wynosi 1150 m n.p.m.

## Roślinność
Partie grzbietowe poniżej Połoniny Dźwiniackiej masowo porasta krzewiasta forma jarzębiny, co szczególnie efektownie wygląda jesienią, gdy dojrzeją na czerwono jej owoce. Ciekawa flora. Występuje tutaj m.in. kilka bardzo rzadkich gatunków: groszek wschodniokarpacki, dzwonek szerokolistny, turzyca dacka, turzyca skalna, zaraza macierzankowa.

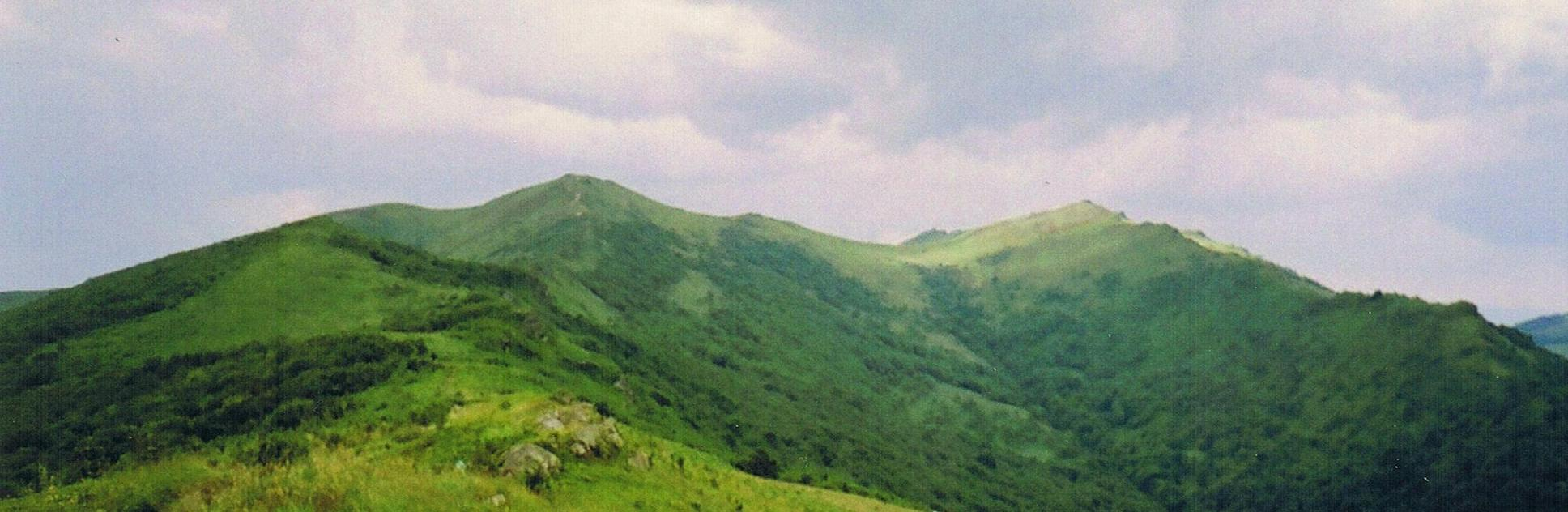
Widok z wierzchołka 1201 m na wierzchołek 1311 m oraz Krzemień
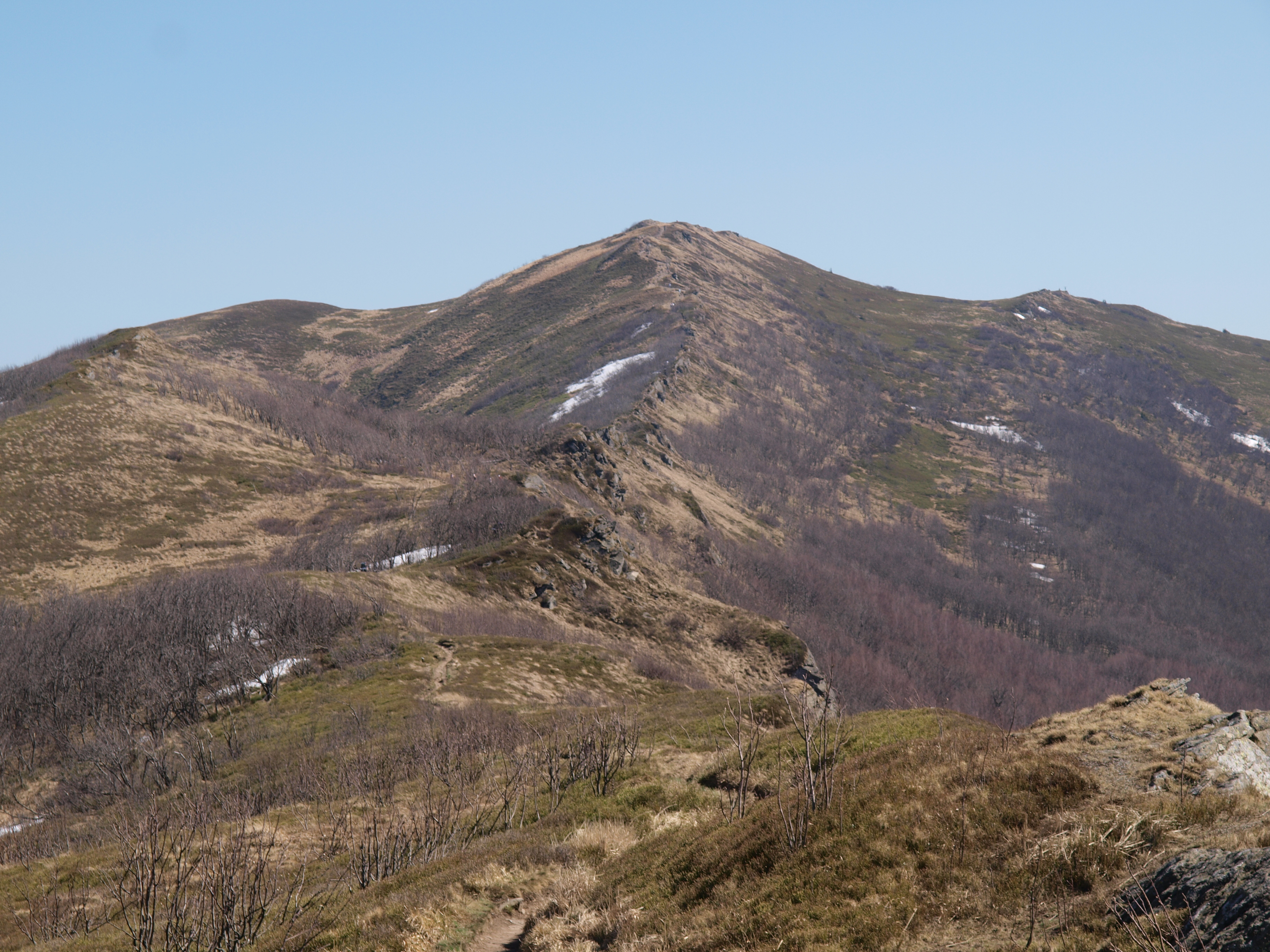
Bukowe Berdo
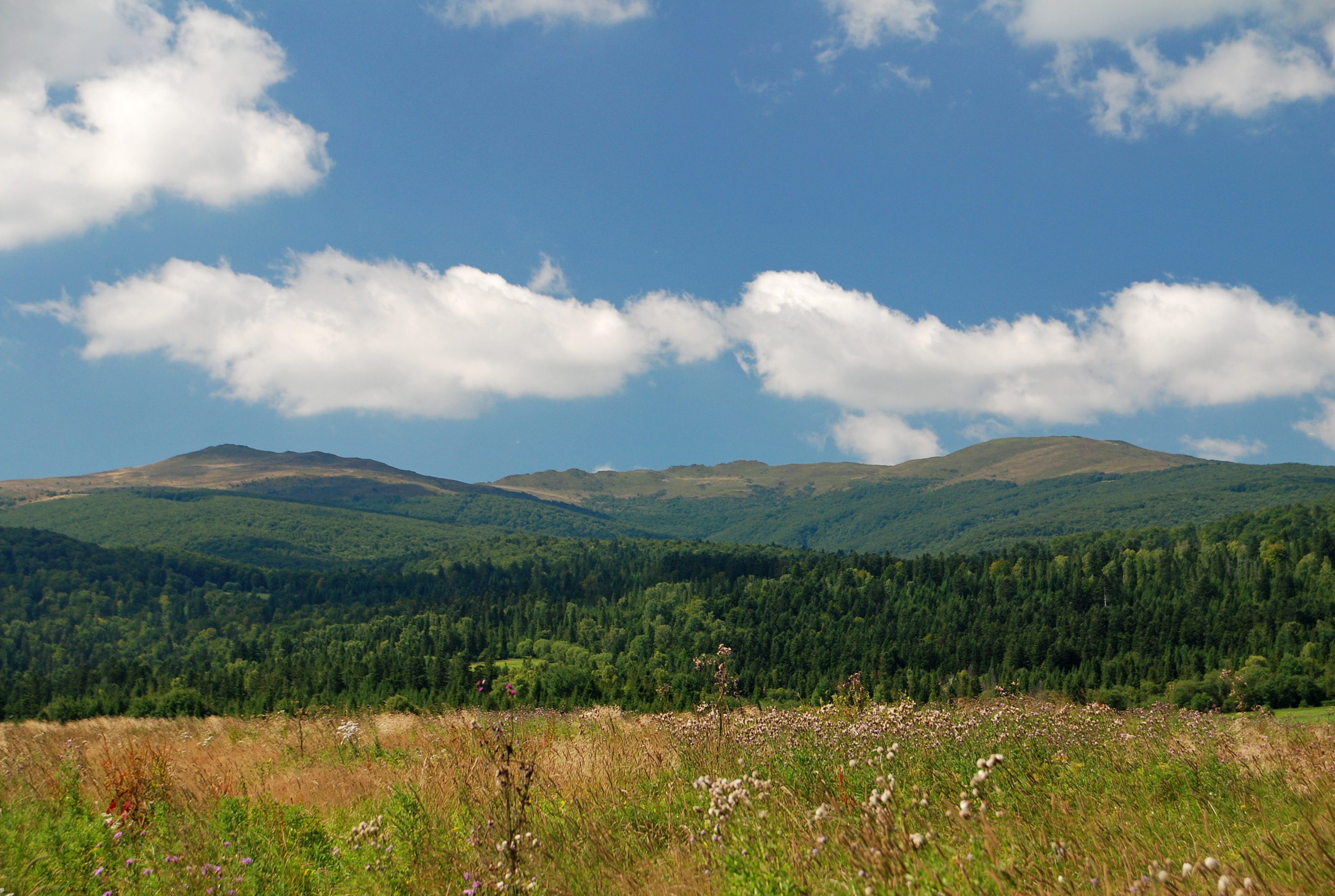
Widok z Beniowej (od lewej): na Kopę Bukowską, Krzemień i Bukowe Berdo

## Szlaki turystyczne
niebieski na odcinku Pszczeliny-Widełki – Bukowe Berdo – Krzemień (czasy przejścia do wierzchołka 1311 m):
- z Pszczelin-Widełek 3.45 h
- z Krzemienia 0.20 h

 Muczne – wierzchołek 1201 m:
- z Mucznego 1.15 h, na szczyt 1311 m dalej niebieskim szlakiem ok. 1 h.